# IPhone 12
iPhone 12及iPhone 12 mini是由蘋果公司設計與銷售的智慧型手機，為第14代iPhone系列智慧型手機之一，亦是iPhone 11的後繼機型。該系列於2020年10月13日在美國加利福尼亞州庫比蒂諾的蘋果園區舉行的發布會上隨著高端機型iPhone 12 Pro及iPhone 12 Pro Max一同發布。由於2019冠状病毒病疫情關係，該發布會被延遲並改為線上直播進行。iPhone 12的預購日期亦推遲到2020年10月16日開始，由2020年10月23日起送到大部分地區；至於iPhone 12 mini的預購日期由2020年11月6日開始，並於2020年11月13日星期五起送達大部分地區。
iPhone 12 mini的售價從$699美元起，而iPhone 12則由$799美元起。

## 外觀設計
iPhone 12和iPhone 12 mini均採用平坦的側面設計，這種設計元素在iPhone 4到iPhone 5S和第一代iPhone SE中已可看到，同時它保持背面板上的彎曲邊緣（自iPhone 8開始使用）。這是自iPhone X以來的首次重大重新設計，類似於自2018年以來的iPad Pro和iPad Air (第四代)。
iPhone 12和iPhone 12 mini的尺寸分別為6.1英寸及5.4英寸，螢幕為具有OLED技術的Super Retina XDR顯示螢幕；螢幕上方的缺口儘管有人猜測寬度會減小，但其尺寸類似於以前的iPhone型號。兩款型號採用由蘋果公司自家設計的A14仿生晶片，帶有新一代神經網路引擎。新設計還配備了稱為「超瓷晶面板」的陶瓷硬化前玻璃，顯著提升了面板的硬度，而背面則保留了上一代的雙離子交換強化玻璃，從而提升抗墜落損毀的能力。其機身採用了跟iPhone 11類似的玻璃配铝金属設計，兩款機型均採用新的直邊不鏽鋼邊框設計，並採用了全新亞光質感的前超瓷晶盾面板玻璃。iPhone 12系列的攝影鏡頭擁有跟上代相似的設計，兩個鏡頭與一個閃光燈置於手機背面左上方的一個方形框架中。它在IEC 60529的標準下達到IP68等级，能夠防濺、防水、防塵，並可在6米的水中停留最多30分鐘。兩款型號均配有面容ID；在iPhone歷史中首次支援5G新無線蜂窩無線網路。機型能夠防潑、抗水與防塵，在水中最深6米下停留時間最長可達30分鐘。
顏色方面，最初發售時iPhone 12及iPhone 12 mini有黑色、白色、(PRODUCT) RED（紅色）、綠色和藍色5種款式，而在2021年4月的Apple新品發布會上則追加推出紫色款式。 所有顏色的正面均為黑色玻璃面板。
| Color | Name              |
| ----- | ----------------- |
|       | 黑色              |
|       | 藍色              |
|       | 綠色              |
|       | 紅色/(PRODUCT)RED |
|       | 白色              |
|       | 紫色              |

## 规格参数

### 显示屏、扬声器与Face ID
iPhone 12系列的显示屏采用了全新的超视网膜 XDR 显示屏，而非上代iPhone 11的Liquid 视网膜高清显示屏，其采用全面屏设计；iPhone 12拥有6.1英寸超视网膜 XDR 显示屏，iPhone 12 mini拥有5.4英寸超视网膜 XDR 显示屏，均採用OLED技術，iPhone 12具備460ppi的解析度、iPhone 12 mini具備476ppi的解析度，支援625尼特的最大亮度，在显示HDR内容时能够达到1200尼特的最大亮度，並支持原彩显示及广色域显示（P3），拥有2000000:1的显示对比度。和上一代iPhone 11机型一样，iPhone 12系列不支持三维触控，其只能使用触感触控进行快速操作。其支持杜比视界和HDR10播放，且屏幕支持HDR显示。iPhone 12依旧拥有双立体声扬声器，也支持杜比全景声的播放。iPhone 12系列也依旧拥有面容ID。

### 電池
iPhone 12系列手机的续航相比上一代基本相同，iPhone 12的電池续航时间相比iPhone 11相同，而iPhone 12 mini的電池续航时间相比iPhone SE (第二代)增加了两个小时；其支持通过使用通过了Qi认证的充电器的无线充电功能，支持通过闪电接口的最高达29W的快速充电，新增加了支持最高达15W的磁吸对齐MagSafe无线充电。大部分国家和地区发售的机器随机只附送USB-C转Lightning接口连接线，并不附送电源转换器和耳机（在法国、iPhone依然随耳机一同销售）。
但iPhone 12系列手機，也是蘋果公司第一次以環保為由，取消了過往iPhone的固定附送的电源转换器(俗稱豆腐頭)。使用者必須另買电源转换器，或另外購買一部有附电源转换器的iOS裝置湊合使用。根據非官方數據，iPhone 12及12 Pro電池容量為2,815 mAh, iPhone 12 Pro Max電池容量為3,687 mAh，iPhone 12 Mini電池容量為2,227 mAh。

### 行動網路
iPhone 12系列支持蓝牙 5.0，2x2 MIMO Wi-Fi 6（IEEE 802.11ax）和4x4 MIMO 5G NR蜂窝网络技术；iPhone 12系列手机是iPhone历史上首批支援5G新无线蜂窝网络连接的手机。其依旧支援將兩副AirPods或Beats耳機與同一部iPhone手机连接的音訊共享功能。依然拥有一个用于空间感知的超宽频芯片U1。在美国发售的A2176、A2172型号、在加拿大和日本发售的A2398、A2402型号、在香港、澳门发售的iPhone 12 mini（A2399型号）和在其他国家和地区发售的A2399、A2403型号带有eSIM功能，支持eSIM+实体SIM的双SIM卡。在中国大陆发售的iPhone 12 mini（A2400型号）不支持eSIM功能，也不支持双实体SIM卡。仅在美国发售的A2176、A2172型号支持5G毫米波蜂窝网络技术，其他型号仅支持5G（sub‑6 GHz）。

### 鏡頭
iPhone 12系列配备了双1200万后置摄像头：ƒ/2.4光圈超广角和ƒ/1.6光圈广角摄像头。仅后置广角摄像头支持光学图像稳定功能。iPhone 12系列采用了全新的镜片组合，超广角采用五镜式镜头；广角采用七镜式镜头。前置摄像头与iPhone 11系列相同，为1200万像素ƒ/2.2光圈摄像头。iPhone 12支持立体声录音功能，以及前后摄像头的人像模式及人像光效功能；其人像光效功能支持六种效果（自然光、攝影棚燈光、輪廓光、舞台燈光、舞台燈光黑白、高色調燈光黑白）。后置摄像头支持4K最高60fps的视频拍摄，支持适用于最高达4K 60fps的扩展动态范围拍摄，还支持了最高可达4K 30fps的10位杜比视界HDR视频拍摄。前置摄像头也支持4K最高60fps的视频拍摄，并能够拍摄扩展的动态范围于最高达4K 30fps的视频，前置摄像头依然支持慢动作视频1080p（120 fps）拍摄功能，前镜头也支持最高可达4K 30fps的杜比视界HDR视频拍摄。依旧支持视频快录功能，用户可以不用切换拍摄模式，只需在照片模式下按住快门按钮，就能开始录制视频。
iPhone 12系列依旧支持深度融合（Deep Fusion），并更新了支持场景检测智能 HDR 3，并且在首次这些技术支持了所有镜头，包括前镜头，使即使在复杂的场景中，用户也能拍出栩栩如生的影像。。

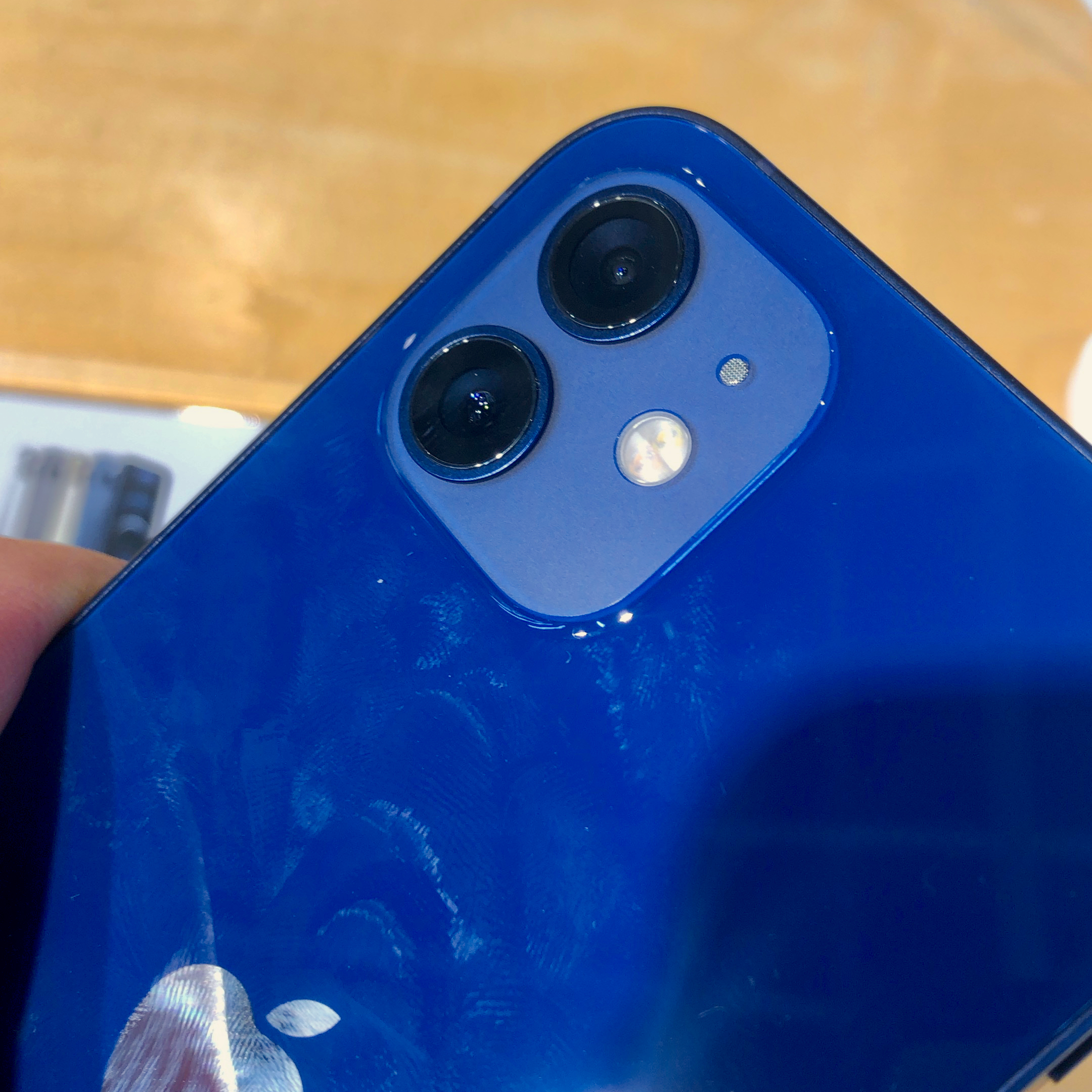
iPhone 12 鏡頭

| iPhone 12系列摄像头功能支持情况 | iPhone 12系列摄像头功能支持情况 | iPhone 12系列摄像头功能支持情况 | iPhone 12系列摄像头功能支持情况 | iPhone 12系列摄像头功能支持情况 |
| 功能                            | 超广角摄像头                    | 广角摄像头                      | 前置摄像头                      |                                 |
| ------------------------------- | ------------------------------- | ------------------------------- | ------------------------------- | ------------------------------- |
| 智能 HDR 3                      | 是                              | 是                              | 是                              |                                 |
| 深度融合                        | 是                              | 是                              | 是                              |                                 |
| 夜间模式                        | 是                              | 是                              | 是                              |                                 |

### 處理器
iPhone 12系列搭载A14 仿生芯片，该芯片采用64位和5纳米技术及工艺。拥有两个性能核心、四个能效核心。相比A13 仿生芯片、A14 仿生芯片的神经网络引擎数量得到了翻倍，A14 仿生拥有十六核心神经网络引擎、每秒可进行 11 万亿次运算。

### Apple Pay
iPhone 12系列依然支持近場通訊（NFC）功能，并支持通过Apple Pay交易及支付交通费用。并依然支持在电量耗尽后仍然可通过备用电量使用快捷交通卡的功能；此功能可让用户在手机电量低至自动关机后的最多 5 小时内，仍能继续使用iPhone搭乘大眾交通工具。

### 軟體
兩款機型都運行iOS 14。

## 发售
iPhone 12系列于2020年10月13日于蘋果園區随iPhone 12 Pro及iPhone 12 Pro Max一起發佈。发布会由于2019冠状病毒病疫情，为线上直播发布。iPhone 12预订开始于2020年10月13日，并计划于2020年10月23日在大部分地区开始发货。iPhone 12 mini预订开始于2020年11月6日，并计划于2020年11月13日在大部分地区开始发货。iPhone 12公布后，Apple官网上iPhone 11和iPhone XR系列手机同时下调价格，并下架iPhone 11 Pro系列手机。

## 評價
iPhone 12獲得正面評價。《The Verge》稱其為「美觀、功能強大，和有著令人難以置信能力的裝置」，讚揚新設計讓人聯想到iPhone 5，A14仿生處理器的速度，其5G功能，結合比iPhone 11、iPhone 11 Pro及以往的型號相比邊框更纖薄得多的OLED顯示屏，就如在高端iPhone上一樣，並改善了iPhone 11的電池壽命，但批評其電池續航時間低於iPhone 11 Pro；《Engadget》也對iPhone 12給予積極評價，讚賞MagSafe無線充電和配件系統，以及經過改良的照相機系統，跟同類的Pro機型相比，顯示屏得到了大幅度的改進。
蘋果公司因繼續依賴Face ID作為解鎖設備的唯一生物辨識技術選項而受到批評，該選項於2019冠狀病毒病疫情期間因用戶戴上口罩而不兼容。第二代iPhone SE是蘋果公司目前生產並支援Touch ID的裝置，這是跟口罩兼容的替代選項。所有型號仍然可以使用密碼登錄。

## 爭議

### 充電器和EarPods
蘋果公司從本代iPhone開始，已從所有新的iPhone盒中移除了EarPods和充電器，而且除了iPhone 12以及iPhone 12 Pro之外，這包括所有仍在販售的舊型號iPhone將會追朔適用新包裝。據蘋果公司的聲稱，刪除這些物品將減少電子垃圾並容許使用較小的iPhone盒子，從而容許同時運輸更多裝置以減少碳足跡。雖然包裝盒當中提供了一條USB-C至Lightning電線，但跟蘋果公司先前隨裝置附帶現有的USB-A充電器不兼容。用戶仍然可以使用其現有的USB-A充電器和電線，但是必須購買單獨出售的USB-C充電器才能啟用Qi無線快速充電。蘋果公司的這個行為受到不少消費者的批評，認為這是為了環保而環保，卻剝奪了消費者的福利，而迫使消費者要用更多金錢去購買額外的充電器和耳機，也有聲音質疑這樣的做法是否真的對環保有實質的貢獻。
2020年12月，巴西圣保罗州消费者保护机构Procon-S通知苹果，认为在该国销售不带充电器的iPhone违反巴西《消费者保护法》。2021年3月22日，苹果公司因未在iPhone 12的包装盒里附送充电器，违反了巴西《消费者保护法》，在圣保罗州被处以近200万美元的罚款。除此之外，在法国销售的iPhone 12系列则附带了USB Type-C充电器和Lightning耳机，以此符合法国当地“手机制造商必须向其设备提供免提解决方案”的法律规定。

### 可修復性
iFixit及澳洲科技YouTuber曉治·積費里斯（Hugh Jeffreys）發現iPhone 12系列當中一些關鍵部件，例如相機故障或是若它們被替換新的或從那些取自其他相同的供體單元時會顯示警告。蘋果公司的內部文件還提到，從iPhone 12及其後續型號開始，為了解決硬件的更改，授權的技術人員必須透過內部系統配置工具對維修單元進行重新編程來運作電話。儘管蘋果公司尚未對此問題發表評論，然而無法替換關鍵系統組件引起了人們對電子維修權及計畫性報廢的關注。

### 螢幕
這次是首次全系採用OLED技術，但iPhone 12的用料不及Pro，不少iPhone 12的用家都表示電話出現「綠螢幕」問題，電話螢幕在低亮度時，特別在暗黑的畫面時，螢幕都會變綠，有的是整個螢幕發綠，有的是螢幕周圍邊緣一圈發綠，有的則是不規則的發綠。此問題出現在全系列的iPhone 12，有指其中iPhone 12 mini目前的綠螢幕問題最少。網傳蘋果相關部門收到大量該類報吿，並且初步判斷是軟件系統的問題。根據外國媒體MacRumors引述內部文件表示，蘋果承認部分iPhone 12螢幕出現閃爍、綠色或灰色的光芒，或其他非正常的顏色變化，並正進行調查。蘋果建議技術人員暫時不要為受影響的iPhone提供服務，並通知用家將其iPhone保持在最新的iOS版本，表示蘋果有信心透過軟件更新解決此問題。

### 輻射超標
2023年9月12日，法国国家频率管理局表示，苹果iPhone 12手机的电磁波辐射值超出欧盟标准，已要求苹果公司自当日起从法国市场暂时下架这款手机。苹果公司随后回应称，iPhone 12已获得多个国际机构的认证，符合全球辐射标准。9月15日，法国负责数字化事务的部长级代表表示，苹果公司承诺在未来几天内更新在法国销售使用的iPhone12手机的软件，以使其符合欧盟标准。

## iPhone产品时间线
| iPhone型號年表 |
| -------------- |
|                |

## 外部連結
- 官方网站
- iPhone 12 官方網站（臺灣）（页面存档备份，存于）
- iPhone 12 官方網站（中國大陸）（页面存档备份，存于）
- iPhone 12 官方網站（香港）（页面存档备份，存于）
- iPhone 12 官方網站（日本）（页面存档备份，存于）

| 前任者： iPhone 11 iPhone 11 Pro / 11 Pro Max iPhone SE（第二代） | iPhone 12 / 12 mini iPhone 12 Pro / 12 Pro Max 第14代 | 繼任者： iPhone 13 mini iPhone 13 iPhone 13 Pro / 13 Pro Max |